# SV Mörlenbach
Der SV Mörlenbach ist ein Breitensportverein aus der südhessischen Gemeinde Mörlenbach (Landkreis Bergstraße) im Odenwald. Neben der mitgliederstärksten und erfolgreichen Abteilung für Fußball (541 Mitglieder) werden in dem Verein 13 weitere Sportarten angeboten.

## Geschichte
Der Verein wurde 1896 als Turnverein gegründet. Eine Fußballsparte kam erst vergleichsweise spät hinzu: 1933 traten die Mitglieder der vom Verbot bedrohten örtlichen DJK dem damaligen TV Gut-Heil bei, der aus diesem Anlass erstmals eine Fußballabteilung ins Leben rief. Diese ging nach Kriegsende in der SKG auf, die sich wiederum am 12. März 1949 in SV Mörlenbach umbenannte.
Die Fußballmannschaft pendelte jahrzehntelang zwischen A- und B-Klasse, bis 1986 unter Walter Lampert erstmals die Bezirksliga erreicht wurde. Seine sportlich erfolgreichste Zeit erlebte der Verein unter Trainer Hans-Jürgen Boysen, als die erste Fußballmannschaft ab 1989/90 binnen vier Jahren von der Bezirksliga in die Oberliga Hessen aufstieg und sich dort drei Jahre lang hielt. In der Oberliga traf man nun auf namhafte Gegner wie Kickers Offenbach, KSV Hessen Kassel, SV Darmstadt 98, FSV Frankfurt und Borussia Fulda. In dieser Zeit war der ehemalige Bundesligaprofi Rafael Sanchez eine der Stützen der Mannschaft.
Drei Jahre nach dem Abstieg aus der Oberliga verabschiedete sich der SV Mörlenbach aus der Landesliga und spielt seither in den Bezirks- und Kreisklassen des Fußballkreises Bergstraße. Nach zwischenzeitlichem Abstieg bis in die Kreisliga B spielte der Verein seit 2009 in der Kreisliga A. 2011 fusionierte die Fußballabteilung des SV mit dem Lokalrivalen BSC Mörlenbach. Die erste Mannschaft des SV/BSC Mörlenbach spielte nach dem Abstieg in der Saison 2013/14 in der Kreisliga B Bergstraße. In der Saison 2021/2022 gelang der Mannschaft von Trainer Riza Aydogan nach acht Jahren der Wiederaufstieg in die Kreisliga A Bergstraße.

## Erfolge
- Meister der Landesliga Süd und Aufstieg in die Oberliga Hessen: 1993